# Liste der Biografien/Guv
Liste der Biografien |
Portal Biografien |
Personensuche
# |
A |
B |
C |
D |
E |
F |
G |
H |
I |
J |
K |
L |
M |
N |
O |
P |
Q |
R |
S |
T |
U |
V |
W |
X |
Y |
Z |
?
 
Ga |
Gb |
Gc |
Gd |
Ge |
Gf |
Gh |
Gi |
Gj |
Gk |
Gl |
Gm |
Gn |
Go |
Gp |
Gq |
Gr |
Gs |
Gu |
Gv |
Gw |
Gy |
Gz
 
Gua |
Gub |
Guc |
Gud |
Gue |
Guf |
Gug |
Guh |
Gui |
Guj |
Guk |
Gul |
Gum |
Gun |
Guo |
Gup |
Gur |
Gus |
Gut |
Guu |
Guv |
Guw |
Guy |
Guz
Die Liste der Biografien führt alle Personen auf, die in der deutschsprachigen Wikipedia einen Artikel haben. Dieses ist eine Teilliste mit 28 Einträgen von Personen, deren Namen mit den Buchstaben „Guv“ beginnt.

## Guv

### Guve
- Güveli, Yiğithan (* 1998), türkischer Fußballspieler
- Güven, Adem (* 1985), türkisch-norwegischer Fußballspieler
- Güven, Ahmet (* 1985), türkischer Fußballspieler
- Güven, Ayhancan (* 1998), türkischer Automobilrennfahrer
- Güven, Banu (* 1969), türkische Journalistin und Fernsehmoderatorin
- Güven, Berker (* 1994), türkischer Schauspieler
- Güven, Egemen (* 1996), türkischer Basketballspieler
- Güven, Erhan (* 1982), türkischer Fußballspieler
- Güven, Gizem (* 1993), türkische Schauspielerin
- Güven, İsmail (* 1994), türkischer Fußballspieler
- Güven, Kemal (1921–2013), türkischer Politiker, Staatsanwalt
- Güven, Leyla (* 1964), kurdisch-türkische Politikerin (HDP)
- Güven, Mehmet (* 1987), türkischer Fußballspieler
- Güven, Mustafa (1936–2013), türkischer Fußballspieler
- Güven, Ömer (* 1994), türkischer Fußballspieler
- Güven, Ozan (* 1975), türkischer Film- und Theaterschauspieler
- Güvenç, Bahar (* 1997), türkische Fußballspielerin
- Güvenç, Cenk (* 1991), deutsch-türkischer Fußballspieler
- Güvenç, Günay (* 1991), deutsch-türkischer FußballspielerGünay Güvenç (* 1991)

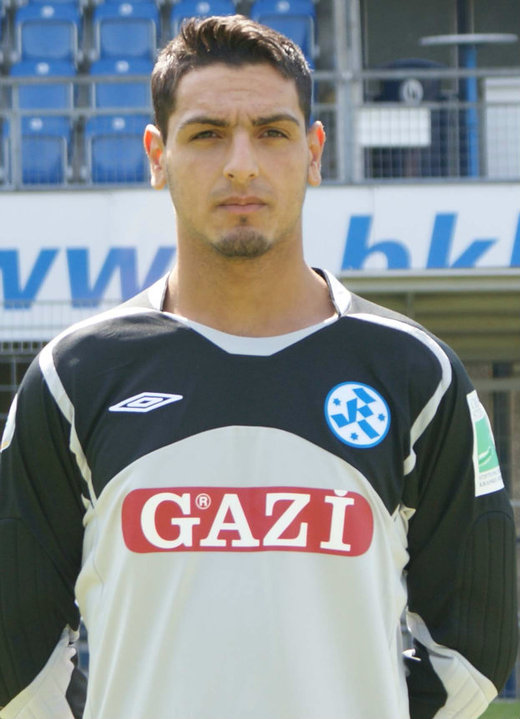
Günay Güvenç (* 1991)

- Güvenç, İhsan (* 1983), türkischer Popsänger
- Güvenç, Kaya (* 1945), türkischer Politiker, Ingenieur und Autor
- Güvenç, Serpil (* 1948), türkische Schriftstellerin und Übersetzerin
- Güvenç, Tuğba (* 1994), türkische Mittelstrecken- und Hindernisläuferin
- Güveneroğlu, Ulvi (* 1960), türkischer Fußballspieler und -trainer
- Güvenilir, İsabella Damla (* 2009), türkische Schauspielerin
- Güveniş, Halil (* 1950), deutschsprachiger Lyriker und Essayist
- Güvenışık, Sercan (* 1980), deutsch-türkischer Fußballspieler
- Güvercin, Eren (* 1980), türkisch-deutscher Journalist, Mitglied der 4. Deutschen Islamkonferenz